# 오사카시 교통국 25계 전동차
오사카 시 교통국 25계 전동차(일본어: 大阪市交通局25系電車)는 오사카 시 교통국 20계 전동차의 세 번째 모델로 1991년부터 1995년까지 제작된 차량으로 오사카 시영 지하철 센니치마에 선에 도입하기 위해 투입되었다.